# Mistral (meteorologie)

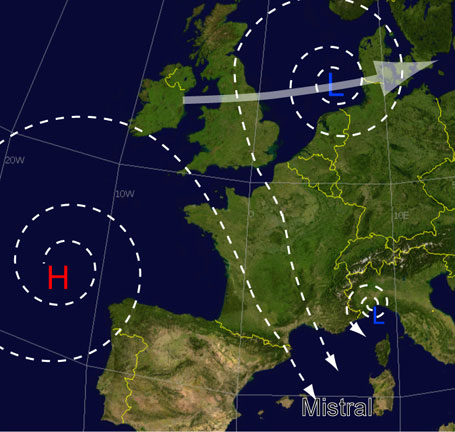
Mistral

De mistral is een krachtige noordelijke wind in Oost-Frankrijk. Hij is het bekendste voorbeeld van een versnelde wind. De mistral ontstaat wanneer zich, gewoonlijk in het winterhalfjaar, een gebied van lage luchtdruk boven de Golf van Genua bevindt, het Genua-laag.

## Etymologie
Bij de Romeinen dwong deze wind zoveel ontzag af dat ze hem "magistralis" (meesterlijk) noemden. De naam "mistral" is afkomstig uit het (Zuid-Franse) dialect langue d'oc van de Provençaalse taal en betekent "meesterlijk". De wind wordt in het Occitaans "mistrau", in het Catalaans "mestral", in het Castiliaans "maestral" en in het Italiaans en Corsicaans "maestrale" genoemd.

## Kenmerken
De mistral is een harde en koude noorden- tot noordwestenwind die gedurende de dag gemiddelde windsnelheden bereikt van 50 kilometer per uur of meer (windkracht 7), met windstoten van meer dan 100 kilometer per uur. De duur van de mistral is wisselend maar hij houdt meest dagenlang aan, tot wel een week. De mistral waait regelmatig, zo'n 130 dagen per jaar en komt in elk seizoen voor, het vaakst in de winter en het voorjaar.
De wind steekt op wanneer koude, uit de poolstreken afkomstige lucht ver zuidwaarts Europa in wordt gezogen door een lagedrukgebied boven de Golf van Genua. Wanneer het water van de Golf van Genua warmer is dan in de omringende gebieden, stijgt de warmere lucht boven die Golf op. Die stijgende lucht veroorzaakt het ontstaan van een actief lagedrukgebied, het Genua-laag. Dit vergroot de bestaande luchtdrukverschillen waardoor het harder gaat waaien. Overdag is de wind meestal sterker dan 's nachts, omdat de temperatuurverschillen tussen het noorden en de Middellandse Zee onder invloed van de zon dan het grootst zijn. Tijdens de mistral is het in het Rhônedal meestal onbewolkt, maar als de koude lucht tot boven het warme water van de Middellandse Zee komt, ontstaan daar buien.
De mistral komt voor in het gebied tussen de Alpen en de Pyreneeën, maar is het sterkst in de Rhônevallei. Daar versnelt de wind doordat de lucht tussen de bergwanden in het relatief nauwe dal van de Rhône wordt geperst. De wind kan hier windkracht 9 (storm) bereiken, soms wordt zelfs windkracht 10 of 11 (zware tot zeer zware storm) bereikt, met gemiddelde snelheden van meer dan 100 kilometer per uur en windstoten van 150 kilometer per uur. De wind waait niet alleen in de onderste lagen van de atmosfeer, maar tot zo'n 3 kilometer hoogte, wat wordt geïllustreerd door de windsnelheden op de 1910 meter hoge Mont Ventoux, een berg in de Vaucluse: hier zijn windsnelheden gemeten boven de 300 kilometer per uur.
Lokaal optredende koude valwinden langs de hellingen van de Rhônevallei hebben een borakarakter en worden ter onderscheiding mistral général ook wel mistral local genoemd.

## Invloed op mens en economie
De mistral is een fenomeen waar serieus rekening mee wordt gehouden. Een oud Frans spreekwoord noemt de mistral zelfs een van de drie gesels van de Provence (Parlement, mistral et Durance sont les trois fléaux de la Provence). Ook Vincent van Gogh klaagt in zijn brieven regelmatig over de mistral die hem het schilderen buiten soms dagenlang onmogelijk maakt of zorgt voor de verwilderde (hagard) stijl van sommige van zijn werken omdat zijn schildersezel maar niet stil staat.
In Frankrijk is de mistral een dusdanig begrip dat er in de bouw en bij aanplant van bomen en gewassen rekening mee wordt gehouden. Veel cipressen zijn zodanig geplaatst dat ze bescherming bieden tegen deze koude wind. De versnelde wind brengt vaak groot ongemak met zich mee en kan zelfs leiden tot dodelijke ongevallen. Voor rivierschepen is het ondoenlijk om tijdens mistral de Rhône op te varen, terwijl tijdens zeer zware mistral zelfs het verkeer van zeeschepen in de Zuid-Franse havens wordt gestoord. Het komt meermalen per jaar voor dat de mistral boven de Middellandse Zee doorslaat tot aan de Algerijnse kust of tot in het Kanaal van Malta. Door de extreem hoge windsnelheden kunnen golfhoogten voorkomen van meer dan tien meter. Ook psychisch en fysiek heeft de mistral, evenals bijvoorbeeld elders de sirocco, op vrij veel mensen een ongunstige invloed.
In de Franse weerberichten wordt de mistral vaak vermeld.

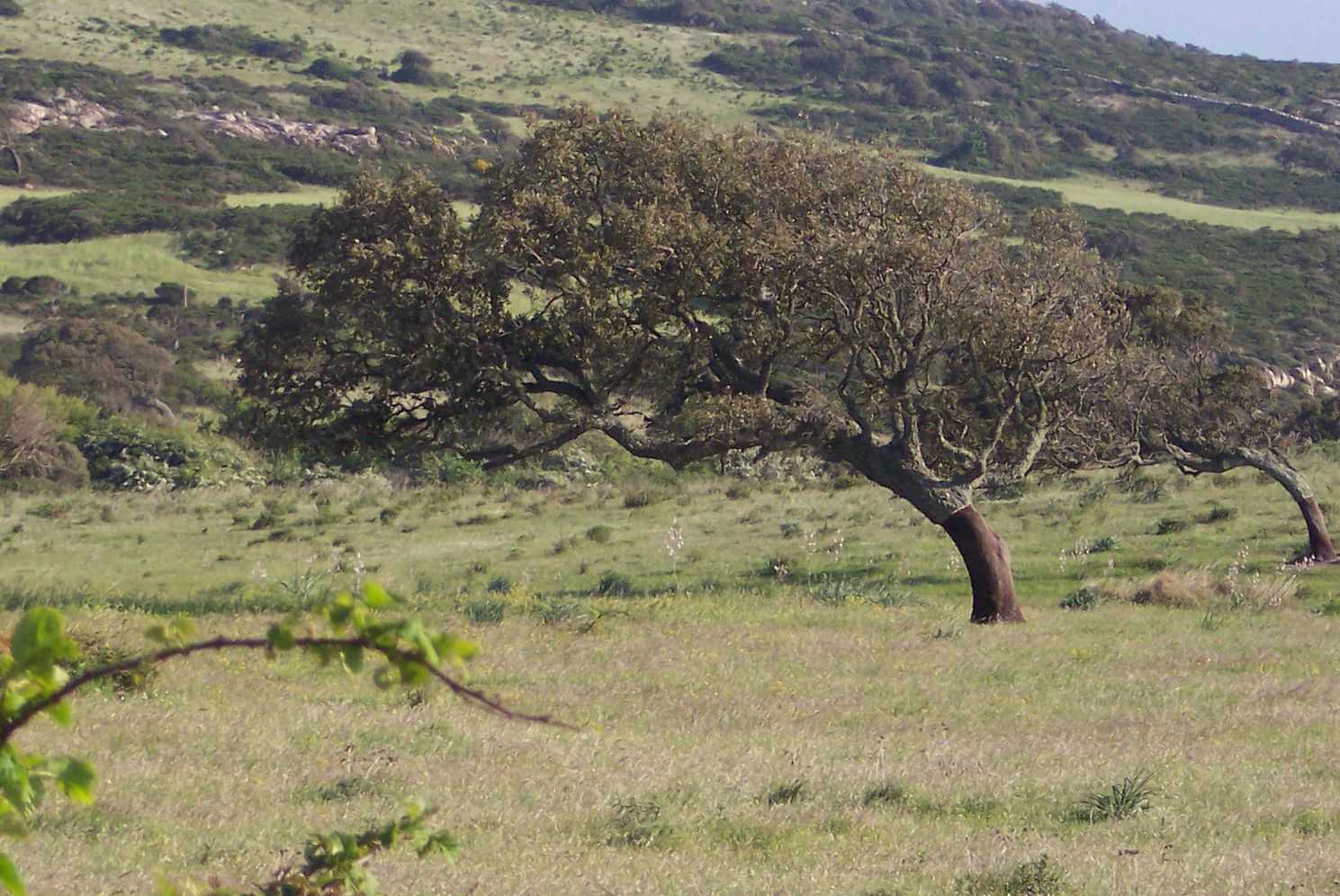
Door de mistral gebogen kurkeik in het Rhônedal
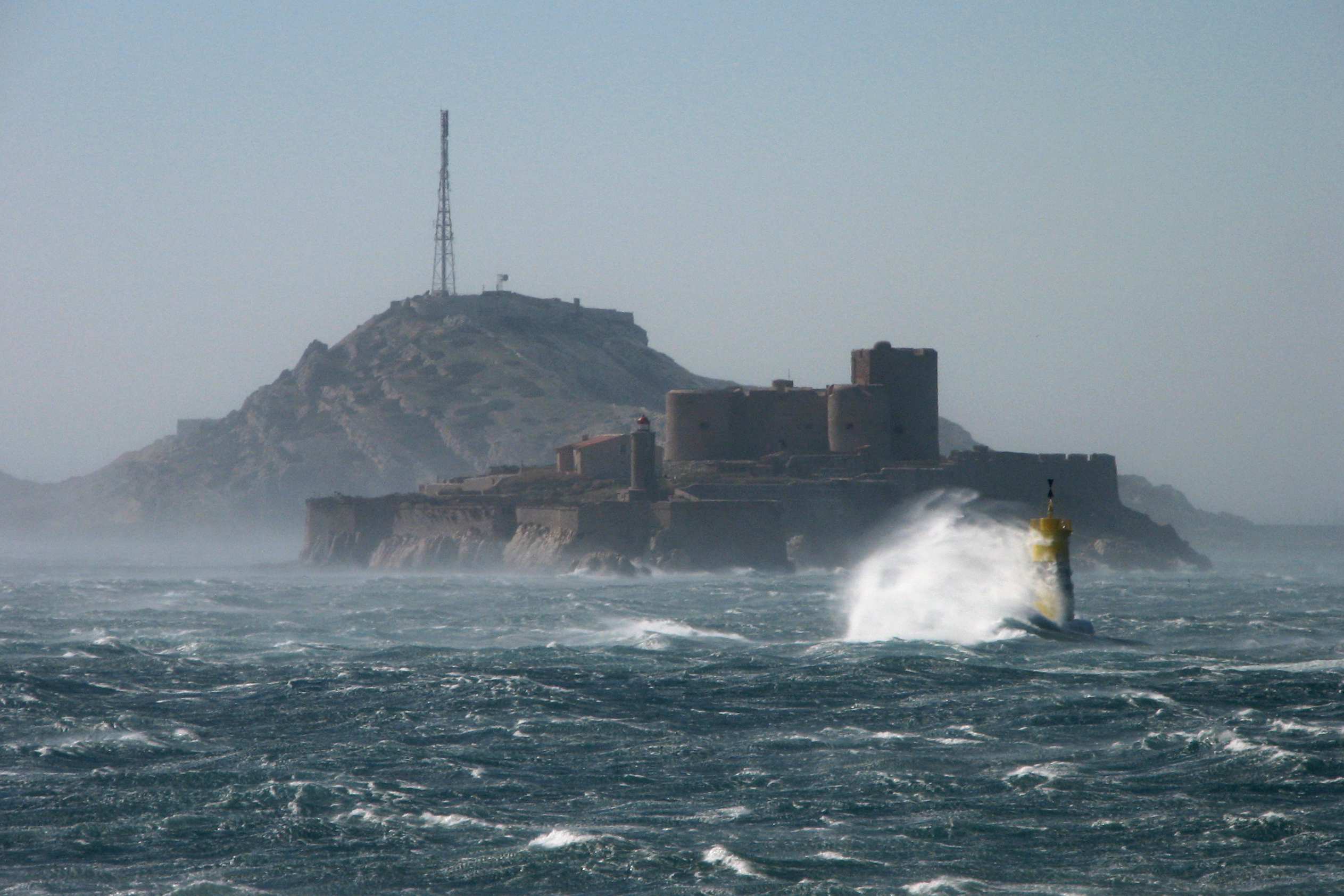
Mistral bij de Frioul-archipel

## Trivia
- De TEE Mistral was een internationale trein die naar de mistral was vernoemd.
- De chemicaliëntanker Maassluis van rederij Nedlloyd verging op 15 februari 1989 bij Kaap Skikda als gevolg van een tot aan de Algerijnse kust doorgeslagen mistral.[bron?]